# Girtesma messala
Girtesma messala är en fjärilsart som beskrevs av William Schaus 1913. Girtesma messala ingår i släktet Girtesma och familjen nattflyn. Inga underarter finns listade i Catalogue of Life.